# Leucaena involucrata
Leucaena involucrata là một loài rau đậu thuộc họ Fabaceae.
Loài này chỉ có ở México.